# Pavel Rímský
Pavel Rímský (* 28. února 1949 Pardubice) je český divadelní, filmový, televizní a dabingový herec, člen souboru Divadla na Vinohradech.

## Rodina a život
Pochází z umělecké rodiny, jeho otec Pavel byl divadelní režisér. Po absolutoriu studia herectví na brněnské konzervatoři vystudoval v roce 1972 činoherní herectví na Janáčkově akademii múzických umění v Brně. Po ukončení studia odešel hrát do Městského divadla Hradce Králové. Zde hrál v experimentálním divadélku Dílna 24, které bylo komunistickým režimem zakázáno, což mělo za následek, že nemohl najít žádné uplatnění v oboru a musel po krátkou dobu pracovat jako recepční v jednom z pražských hotelů. Poté se opět vrátil zpět do Hradce Králové. Později působil v dalších oblastních a pražských divadlech. Od roku 1997 je členem hereckého souboru Divadla na Vinohradech. Vytvořil zde mnoho zajímavých rolí, např. Caesara ve stejnojmenném dramatu Williama Shakespeara, dále Zanglera ve hře Na flámu, Momuse v Kafkově Zámku, Odbora ve Zkoušce orchestru a mnoho dalších.
Jedná se o herce s velmi charakteristickým citově podbarveným a měkkým hlasem, který se velice dobře uplatnil také jako voiceover a dabingový herec.
Je otcem herců Prokopa Rímského a Kryštofa Rímského, bratrem písničkáře Petra Rímského.

## Divadelní role (výběr)

### Divadlo na Vinohradech

#### Velká scéna

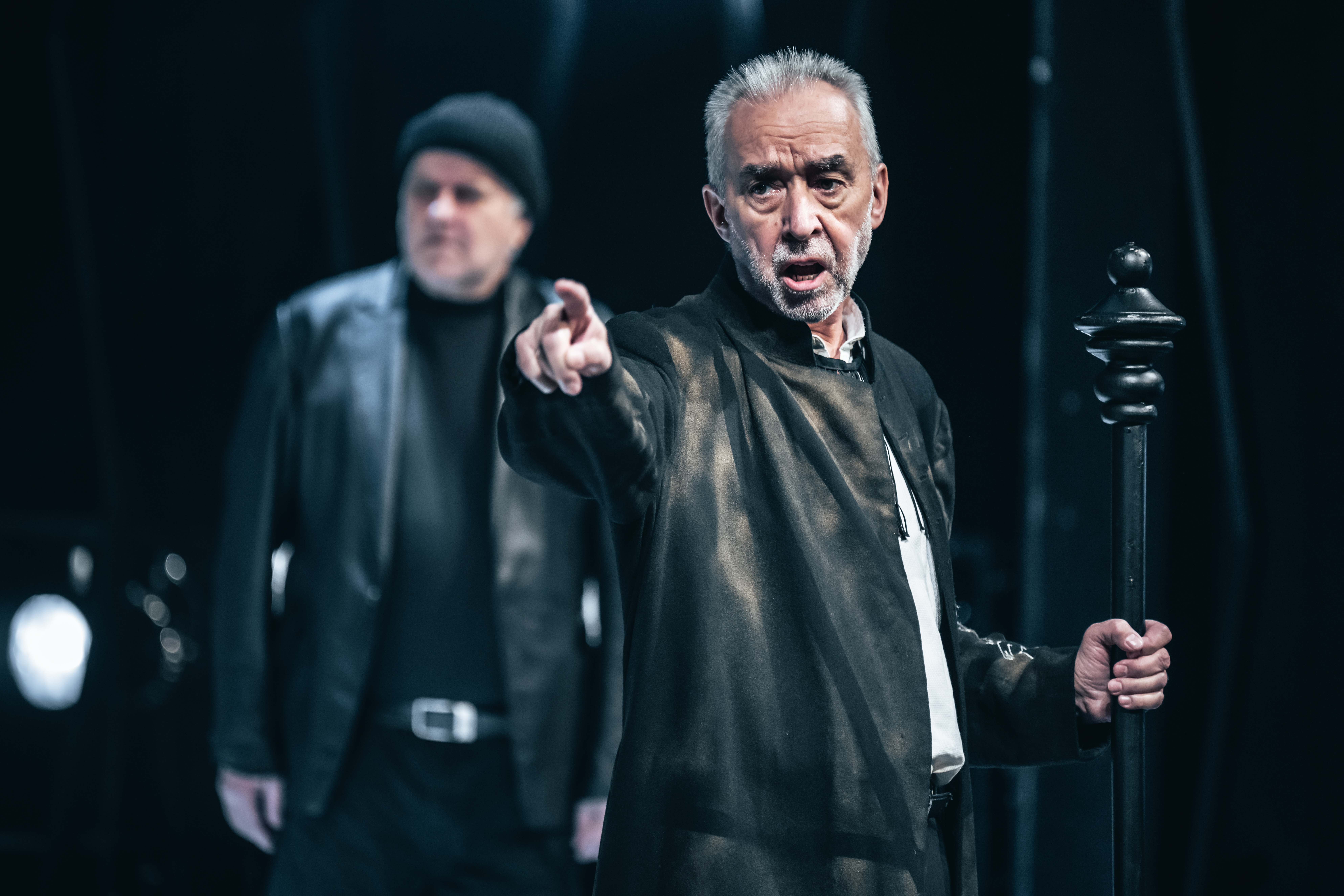
Pavel Rímský v roli Estebana, v pozadí Jiří Šesták (Alonso), v inscenaci Vzpoura lásky (Fuente Ovejuna), Divadlo na Vinohradech, foto Petr Chodura (2023)

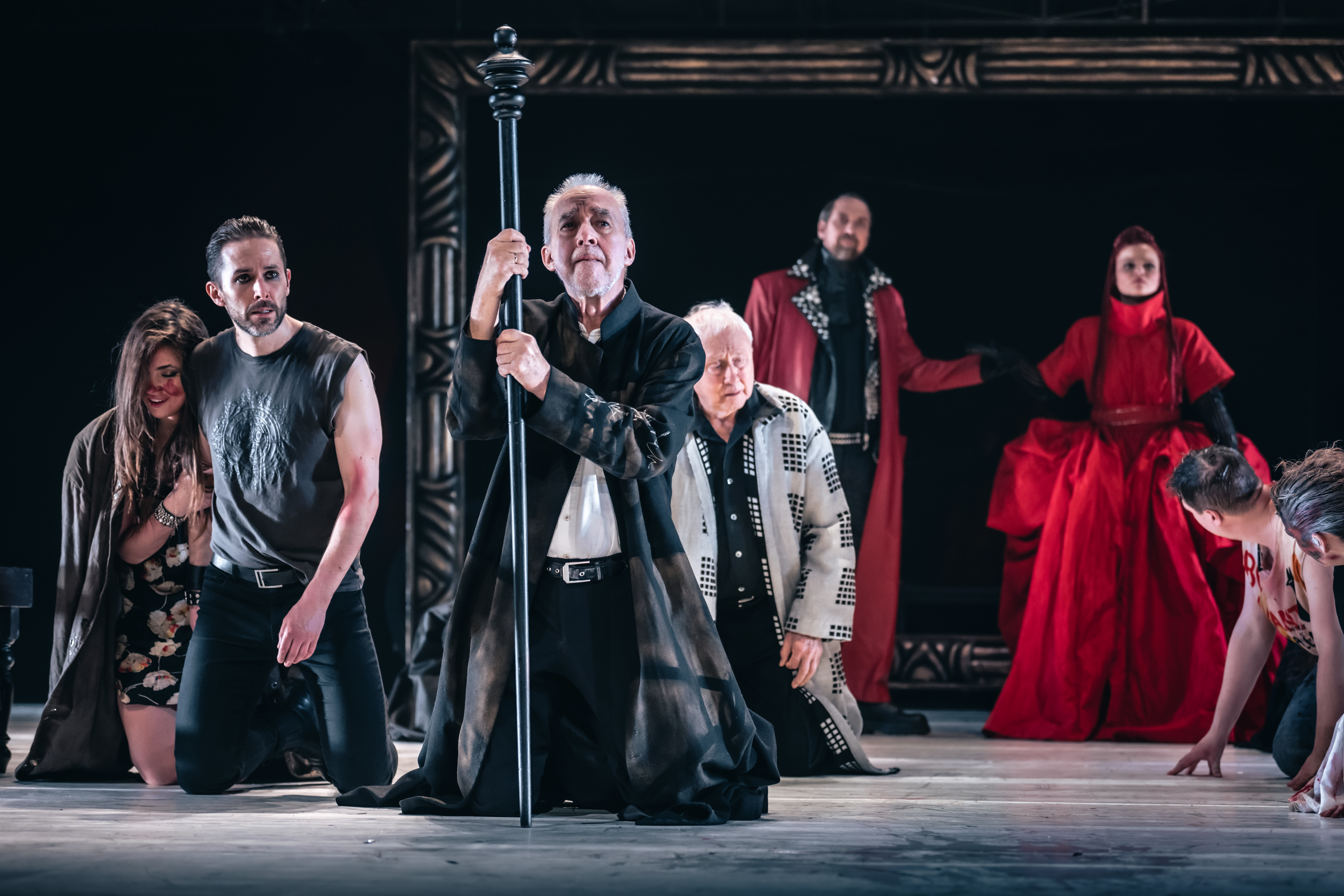
Rychlíková (Pascuala), Bambas (Barrildo), Rímský (Esteban) a Satoranský (Juan Rojo), v pozadí Pavelka (Ferdinand) a Talacková (Isabela), v inscenaci Vzpoura lásky (Fuente Ovejuna), Divadlo na Vinohradech, foto Petr Chodura (2023)

- 1997 Franz Werfel: Jacobowski a plukovník, režie: Jiří Menzel, premiéra: 3. listopadu 1995, role: Velitel četníků
- 1997 Jiří Hubač: Hostina u Petronia, režie: Petr Novotný, premiéra: 31. října 1997, role: Tigellinus
- 1998 Ödön von Horváth: Povídky z Vídeňského lesa, režie: Ladislav Smoček, premiéra: 20. února 1998, role: Herlinger Ferdinand
- 1998 John Ford: Škoda, že byla děvka, režie: Vladimír Strnisko, premiéra: 26. října 1998, role: Soranzo, šlechtic
- 1999 Josef Čapek – Karel Čapek: Ze života hmyzu, režie: Zdeněk Kaloč, premiéra: 29. ledna 1999, role: Admirál – Parazit – Mravenec – Dobroděj
- 1999 Friedrich Schiller: Valdštejnova smrt, režie: Petr Kracik, premiéra: 12. listopadu 1999, role: Švédský hejtman
- 2000 William Shakespeare: Kupec benátský, režie: Zdeněk Kaloč, premiéra: 12. února 2000, role: Salerio, Aragonský princ
- 2000 Vladimír Körner: Huncléder (Psí kůže), režie: Juraj Deák, premiéra (první provedení): 28. dubna 2000, role: Arnolf, muž na útěku, hunclédr
- 2001 Neil Simon: Drobečky z perníku, režie: Petr Kracik, premiéra: 22. června 2001, role: Lou Tanner
- 2001 Friedrich Dürrenmatt podle Williama Shakespeara: Král Jan, režie: Jiří Menzel, premiéra: 30. října 2001, role: Lord Essex
- 2002 Jiří Hubač podle Jamese Clavella: Král krysa, režie: Jan Novák, premiéra: 10. dubna 2002, role: Tex
- 2002 Jiří Suchý podle Aristofana: Lysistrata, režie: Jiří Menzel, premiéra: 29. května 2002, role: Koitos
- 2003 Molière: Don Juan, režie: Jiří Menzel, premiéra: 20. února 2003, role: Don Alonzo
- 2003 Carlo Gozzi: Král jelenem, režie: Petr Svojtka, premiéra: 25. září 2003, role: Durandarte, mág a papoušek
- 2003 Jean-Claude Grumberg: Krejčovský salon, režie: Petr Novotný, česká premiéra: 5. prosince 2003, role: První žehlič
- 2004 William Shakespeare: Macbeth, režie: Hana Burešová, premiéra: 16. listopadu 2004, role: Ross, skotský šlechtic
- 2005 Charlotte Jones: Pokorný Felix, režie: Jan Novák, premiéra: 21. ledna 2005, role: Jim, zahradník
- 2005 David Yazbek – Terrence McNally: Donaha!, režie: Radek Balaš, premiéra: 9. prosince 2005, role: Harold Nichols
- 2006 Ken Ludwig: Shakespeare v Hollywoodu, režie: Jana Kališová, česká premiéra: 20. června 2006, role: Max Reinhardt
- 2006 William Shakespeare: Richard Druhý, režie: Lucie Bělohradská, premiéra: 20. listopadu 2006, role: Northumberland – Maršálek
- 2007 Jean Giraudoux: Bláznivá ze Chaillot, režie: Karel Kříž, premiéra: 23. března 2007, role: Baron
- 2007 Milena Jelínková: Adina, režie: Martin Stropnický, premiéra: 30. listopadu 2007, role: Alex
- 2008 Pierre-Augustin Caron de Beaumarchais: Figarova svatba, režie: Radek Balaš, premiéra: 24. dubna 2008, role: Antonio
- 2009 Leo Birinski: Mumraj, režie: Ivan Rajmont, premiéra: 3. června 2009, role: Goldman
- 2009 Federico Fellini – Martin Stropnický: Zkouška orchestru, režie: Martin Stropnický, česká premiéra: 22. října 2009, role: Odbor
- 2010 Jiří Havelka – Klára Novotná podle Josefa Kajetána Tyla: Fidlovačka aneb Kde domov můj?, režie: Jiří Havelka, premiéra: 21. září 2010,  role: Andreas
- 2010 Franz Kafka – Jan Vedral: Zámek, režie: Natália Deáková, premiéra: 8. října 2010, role: Momus
- 2010 Tom Stoppard: Na flámu, režie: Zdeněk Černín, premiéra: 17. prosince 2010, role: Zangler
- 2011 William Shakespeare: Caesar, režie: Martin Stropnický, premiéra: 4. března 2011, role: Caesar
- 2012 Jerzy Kosiński – Martin Stropnický: Byl jsem při tom, režie: Martin Stropnický, premiéra: 26. března 2012, role: Karpatov, ruský agent
- 2012 Stepherd Mead – Frank Loesser – Abe Burrows: Jak udělat kariéru snadno a rychle, režie: Radek Balaš, poprvé: 5. října 2012, premiéra: 15. října 2012, role: Bratt
- 2013 Pavel Kohout podle Karla Hašlera: Hašler…, režie: Tomáš Töpfer, světová premiéra: 19. dubna 2013, obnovená premiéra: 18. října 2019, role: Principál Choděra – Technik v nahrávacím studiu
- 2013 Max Frisch: Andorra, režie: Martin Čičvák, premiéra: 13. září 2013, role: Kdosi
- 2013 Hanoch Levin: Nesnesitelné svatby (Krum), režie: Juraj Deák, česká premiéra: 25. října 2013, role: Šejbogen
- 2015 Fráňa Šrámek: Plačící satyr, režie: Radovan Lipus, premiéra: 6. března 2015, role: Lékař
- 2015 Jan Vedral: Kašpar H. (Dítě Evropy), režie: Natália Deáková, světová premiéra: 11. září 2015, role: Starosta Binder
- 2015 Albert Camus: Caligula, režie: Martin Čičvák, premiéra: 4. listopadu 2015, role: Starý patricius
- 2016 Gabriela Preissová: Její pastorkyňa, režie: Martin Františák, premiéra: 16. září 2016, role: Rychtář
- 2017 František Langer: Periferie, režie: Martin Huba, premiéra: 26. května 2017, role: Komisař
- 2018 Josef Topol: Konec masopustu, režie: Martin Františák, premiéra: 19. října 2018, role: Předseda
- 2020 Friedrich Dürrenmatt: Návštěva staré dámy, režie: Jan Burian, premiéra: 6. září 2019, role: Lékař
- 2022 Eugène Labiche: Slaměný klobouk, režie: Tomáš Töpfer, premiéra: 8. září 2021, role: Nonancourt
- 2022 Jiří Křižan – Martin Františák: Je třeba zabít Sekala, režie: Pavel Khek, premiéra: 8. dubna 2022, role: Včelný
- 2023 Jan Vedral podle Josefa Škvoreckého: Danny Smiřický (Příběhy inženýra lidských duší), režie: Radovan Lipus, světová premiéra: 27. ledna 2023, role: Skočdopole
- 2023 Lope de Vega: Vzpoura lásky (Fuente Ovejuna), režie: Pavel Khek, premiéra: 31. března 2023, role: Esteban

#### Studiová scéna
- 2006 Paul Claudel: Výměna, režie: Jan Novák, premiéra: 26. ledna 2006, role: Thomas Pollock "Kosatka"
- 2019 Barbora Hančilová: Za dveřmi, režie: Barbora Mašková, česká premiéra: 31. května 2019, role: Josef

## Filmografie (výběr)

### Film
- 1980 Koncert
- 1983 Straka v hrsti
- 1987 Citlivá místa
- 1992 Kamarád do deště II – Příběh z Brooklynu
- 1994 Učitel tance
- 2001 Jak ukrást Dagmaru
- 2006 Ro(c)k podvraťáků
- 2013 Druhý dech
- 2016 Tenkrát v ráji
- 2019 Špindl 2

### Televize
- 1989 Dobrodružství kriminalistiky IV. (seriál)
- 1993 Hadí pohledy
- 1997 Četnické humoresky, 11. díl – Lázeňské intermezzo
- 2003 O Ječmínkovi
- 2003 Pátek čtrnáctého
- 2004 Pojišťovna štěstí (seriál)
- 2005 Bazén (seriál)
- 2005 Ulice (seriál)
- 2006 Příkopy (seriál)
- 2012 Ztracená brána (minisérie)
- 2013 Nevinné lži 3/8[2]
- 2015 Policie Modrava (seriál)
- 2015 Expozitura: Atentát (seriál)
- 2016 Každý milion dobrý
- 2016 Mrazivá tajemství (Stream.cz)
- 2017 Ohnivý kuře (seriál)
- 2020 Anatomie života  (seriál)

### Audioknihy
- 2013 Kladivo na čarodějnice
- 2015 Padrino Krejčíř – Afričan
- 2015 Lars Kepler – Stalker
- 2015 Padrino Krejčíř – Gangster
- 2016 Padrino Krejčíř – Žralok
- 2016 Faktor Churchill
- 2017 Na východ od ráje
- 2018 Černá zem
- 2018 Strach jsem si nepřipouštěl

## Rozhlas
- 2009 Milena Mathausová: Měděné zrcadlo, nedělní pohádka, Český rozhlas Dvojka, role: Peregrín; režie Vlado Rusko.[3]
- 2011 Ödön von Horváth: Neznámá ze Seiny – zpracováno v Českém rozhlasu jako rozhlasová hra, překlad Jiří Stach., rozhlasová úprava a dramaturgie Renata Venclová, režie Aleš Vrzák, Hráli: Albert (Martin Finger), Silberling (Pavel Rímský), Nicolo (Václav Neužil), Irena (Dana Černá), Emil (Radek Holub), Arnošt (Kamil Halbich), Neznámá (Šárka Vaculíková), Domovnice (Bohumila Dolejšová), Klára (Týna Průchová), policista (Oldřich Vlach) a Lucille (Klára Sedláčková-Oltová).[4]